# General Electric GE90
General Electric GE90 je série dvouproudových motorů s velkým obtokovým poměrem vyráběná pro letouny Boeing 777. Tah motorů se pohybuje mezi 360 až 510 kN. Do služby vstoupily v listopadu 1995 u společnosti British Airways. Patří mezi jednu ze tří možností pohonné jednotky pro varianty 777-200, -200ER a -300, a jsou výhradním motorem pro verze -200LR, -300ER a 777F. Šlo o největší a nejsilnější proudový motor, dokud ho nepřekonal jeho následovník GE9X o tahu 110 000 lbf (490 kN), jehož vývoj byl dokončen v lednu roku 2020. Má o 15 cm větší průměr dmychadla a je určen pro model Boeing 777X.

## Specifikace

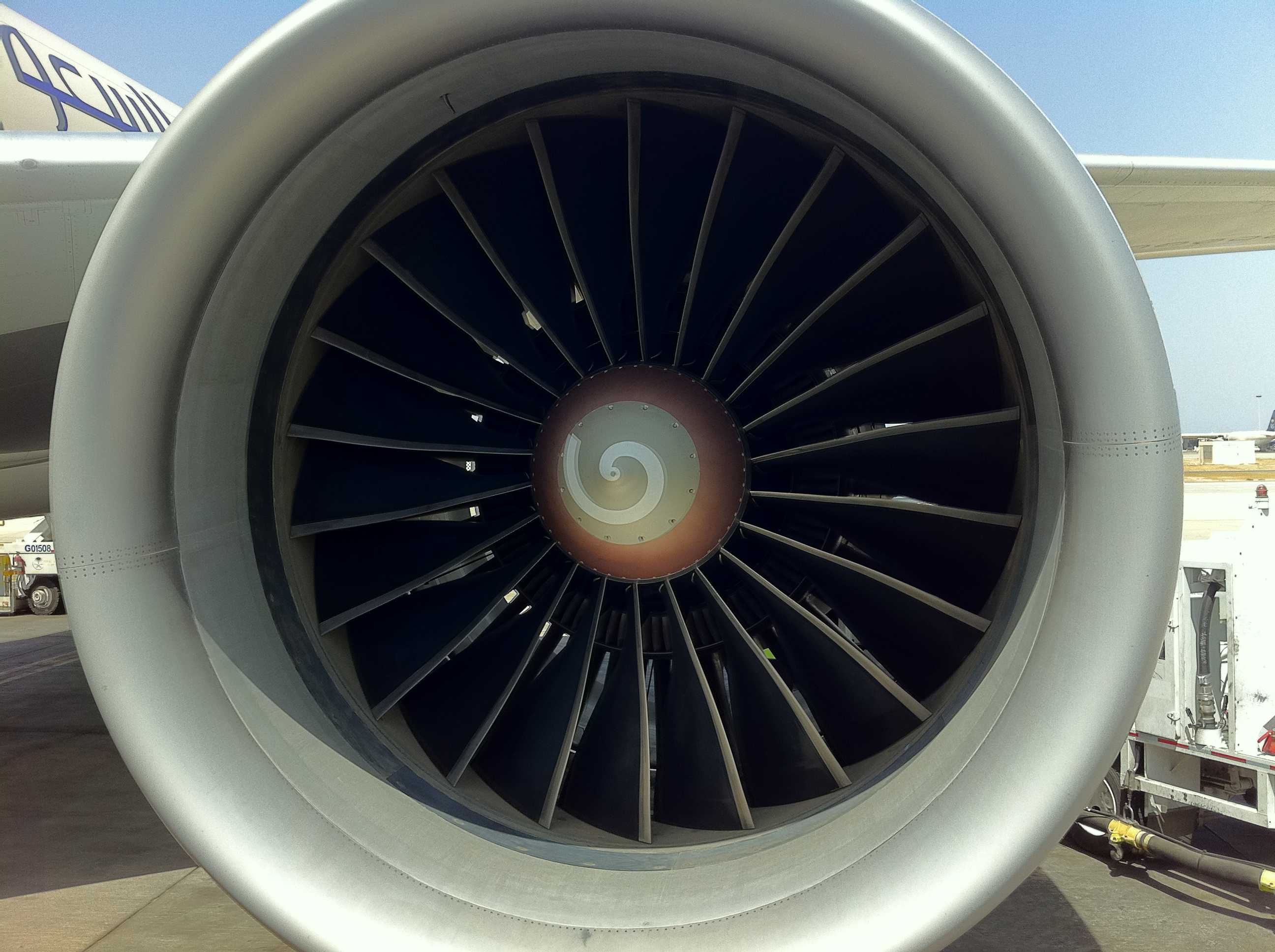
Motor GE90-94B (B777-200ER) s rovnými lopatkami dmychadla

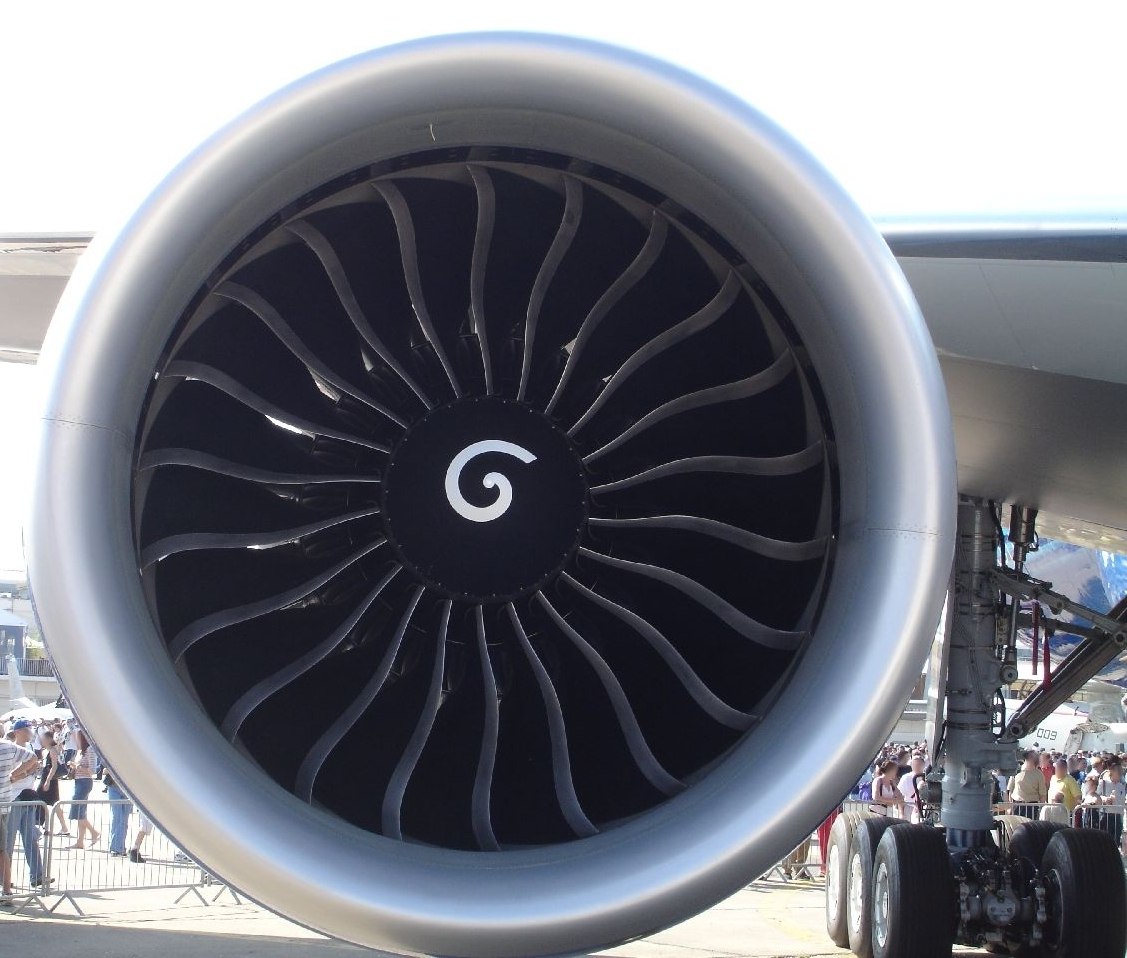
Motor GE90-110B1 (B777-200LR) se zakřivenými lopatkami

| Varianta                      | -76B/-77B/-85B/-90B/-94B | -110B1/-113B/-115B                                                                         |
| ----------------------------- | --- | ------------------------------------------------------------------------------------------ |
| Typ                           | Dvourotorový, dvouproudový motor s velkým obtokovým poměrem                                                                           | Dvourotorový, dvouproudový motor s velkým obtokovým poměrem                                |
| Kompresor                     | 1 dmychadlo, 3 nízkotlaké stupně, 10 vysokotlakých stupňů                                                                             | 1 dmychadlo, 4 nízkotlaké stupně, 9 vysokotlakých stupňů                                   |
| Turbína                       | 2 vysokotlaké stupně, 6 nízkotlakých stupňů                                                                                           | 2 vysokotlaké stupně, 6 nízkotlakých stupňů                                                |
| Délka                         | 286,9 in (729 cm) | 286,67 in (728,1 cm)                                                                       |
| Max. šířka                    | 152,4 in (387 cm) | 148,38 in (376,9 cm)                                                                       |
| Max. výška                    | 155,6 in (395 cm) | 154,56 in (392,6 cm)                                                                       |
| Průměr dmychadla              | 123 in (310 cm) | 128 in (330 cm)                                                                            |
| Hmotnost                      | 17 400 lb (7 893 kg) | 19 316 lb (8 762 kg)                                                                       |
| Tah při vzletu                | -76B: 81 070 lbf (360,6 kN) -77B: 81 700 lbf (363 kN) -85B: 88 870 lbf (395,3 kN) -90B: 94 000 lbf (420 kN) -94B: 97 300 lbf (433 kN) | -110B1: 110 760 lbf (492,7 kN) -113B: 113 530 lbf (505,0 kN) -115B: 115 540 lbf (513,9 kN) |
| Rychlost nízkotlakého rotoru  | 2 261,5 ot./min | 2 355 ot./min                                                                              |
| Rychlost vysokotlakého rotoru | 9 332 ot./min | 9 332 ot./min                                                                              |
| Obtokový poměr                | 8,4 - 9 | 9                                                                                          |
| Celkový poměr stlačení        | 40:1 | 42:1                                                                                       |
| Poměr tah/hmotnost            | 5.59 | 5.98                                                                                       |